# Sint-Barbarakerk (Geleen)
De Sint-Barbarakerk was een parochiekerk in de Geleense wijk Lindenheuvel, gelegen aan de Burgemeester Lemmensstraat, in de Nederlandse gemeente Sittard-Geleen.
Voor de kerk stond het Sint-Barbarabeeld.
De kerk was opgedragen aan de heilige Barbara van Nicomedië, de beschermheilige van mijnwerkers waarvan er vele in de wijk woonden.

## Geschiedenis
Door de bevolkingsaanwas en uitbreidingsplannen werden in de wijk Lindenheuvel in 1954 twee nieuwe rectoraten afgesplitst van de Onze-Lieve-Vrouw van Altijddurende Bijstandparochie, welke de naoorlogse wijkuitbreidingen zouden moeten gaan bedienen. Het betrof de rectoraten van de Heilige Engelbewaarders en van Sint-Barbara. Het in gebruik genomen noodkerkje was veel te klein, maar in 1955 kon de bouw van de definitieve Sint-Barbarakerk ter hand worden genomen. Het betonnen skelet was nog in aanbouw toen het geld op was. Uiteindelijk kwam er geld en in 1957 werd de kerk ingezegend. Er moest toen nog wel het nodige aan de afbouw gebeuren.
Architect was Ad van Hezik en het gebouw was van het begin af aan revolutionair. Het was een betonnen hallenkerk waarvan de zijbeuken met paraboolvormige scheibogen waren afgescheiden van het taps naar het altaar toelopende middenschip. Een rond torentje met halvemaanvormige lichtvensters was boven het altaar geplaatst.
Reeds in 1968 werd de kerk veel te groot bevonden, mede omdat er al huizen in de wijk gesloopt werden. De sluiting van de Staatsmijn Maurits had reeds in 1967 zijn beslag gekregen. De zijbeuken werden afgeschot en kregen een niet-kerkelijke bestemming, zoals meubelopslagplaats. In 1991 werd de kerk onttrokken aan de eredienst en in 1995 gesloopt om plaats te maken voor woningen.